# كريستينا توث
كريستينا توث (بالمجرية: Tóth Krisztina)‏ (5 ديسمبر 1967، بودابست في المجر)؛ مترجمة، كاتِبة وشاعرة مجرية. درست في جامعة أوتفوش لوراند.

## روابط خارجية
- كريستينا توث على موقع IMDb (الإنجليزية)
- كريستينا توث على موقع مونزينجر (الألمانية)
- كريستينا توث على موقع ديسكوغز (الإنجليزية)